# Pengdian (sockenhuvudort i Kina, Hubei Sheng, lat 31,53, long 114,36)
Pengdian (kinesiska: 彭店) är en sockenhuvudort i Kina. Den ligger i provinsen Hubei, i den centrala delen av landet, omkring 110 kilometer norr om provinshuvudstaden Wuhan. Antalet invånare är 32 013. Befolkningen består av 15 319 kvinnor och 16 694 män. Barn under 15 år utgör 16,0 %, vuxna 15-64 år 74 %, och äldre över 65 år 8,0 %.
Runt Pengdian är det tätbefolkat, med 343 invånare per kvadratkilometer. Närmaste större samhälle är Xincheng, 10,6 km sydväst om Pengdian. Trakten runt Pengdian består till största delen av jordbruksmark.
Genomsnittlig årsnederbörd är 1 403 millimeter. Den regnigaste månaden är juli, med i genomsnitt 241 mm nederbörd, och den torraste är december, med 19 mm nederbörd.